# アドレナリン受容体

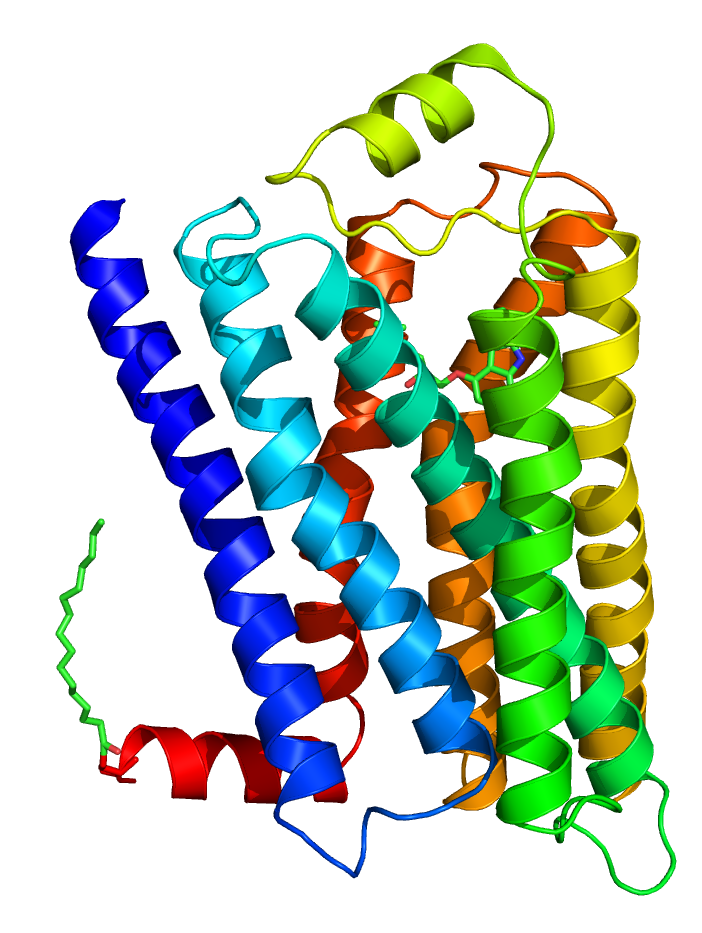
G タンパク質共役型受容体であるβ2受容体の構造。中にカラゾロールを結合させてある。

アドレナリン受容体（アドレナリンじゅようたい、Adrenergic receptor）とは、アドレナリン、ノルアドレナリンを始めとするカテコールアミン類によって活性化されるGタンパク共役型の受容体である。主に心筋や平滑筋に存在し、脳や脂肪細胞にもある。
アドレナリン受容体に作用するのは、アドレナリンばかりではない。本来受容体の名前はそれに作用する物質（アゴニスト）にちなんでつけられるのが通例だが、アドレナリン受容体に関してはそれがなされなかったためこのような事が起きた。アドレナリン受容体とは、漠然と「カテコールアミンが作用する受容体」という意味として用いられる。そのため海外ではアドレナリン受容体はノルアドレナリン受容体(noradrenergic receptor)と称されることもある。

## 分類
アドレナリン受容体は現在α1、α2、βの三種類と、更に3つずつのサブタイプに分類されている。これらサブタイプの存在は、アゴニストの特異的作用から推測されていたものを、1948年Raymond Ahlquistの実験によってαとβの2種類が証明された。その後より選択性の高いアゴニストの開発が進み、現在のような分類がなされた。
- α1（α1A、α1B、α1D） - 血管収縮、瞳孔散大、立毛、前立腺収縮などに関与
- α2（α2A、α2B、α2C） - 血小板凝集、脂肪分解抑制のほか様々な神経系作用に関与
- β1 - 心臓に主に存在し、心収縮力増大、子宮平滑筋弛緩、脂肪分解活性化に関与
- β2 - 気管支や血管、また心臓のペースメーカ部位にも存在し、気管支平滑筋の拡張、血管平滑筋の拡張(筋肉と肝臓)、子宮の平滑筋等、各種平滑筋を弛緩させ、および糖代謝の活性化に関与
- β3 - 脂肪細胞、消化管、肝臓や骨格筋に存在する他、アドレナリン作動性神経のシナプス後膜にもその存在が予想されている。基礎代謝に影響を与えているとも言われている。

ノルアドレナリンが褐色脂肪細胞上のβ3受容体に結合すると、UCP1（脱共役タンパク質）が生成され、ミトコンドリアで脱共役が起こり熱が産生される。動物の冬眠時に良く見られる運動に伴わない熱産生の手段である。日本人を含めた黄色人種ではβ3受容体の遺伝子に遺伝変異が起こっていることが多く、熱を産生することが少ない反面、エネルギーを節約し消費しにくいことから、この変異した遺伝子を節約遺伝子（倹約遺伝子とも）と呼ぶことがある。

## 作動薬と拮抗薬
- α、β共通の作動薬：アドレナリン作動薬（アドレナリン、ノルアドレナリン）
- α作動薬：メトキサミン、フェニレフリン、クロニジン
- β作動薬：イソプロテレノール、ドブタミン、テルブタリン、リトドリン

- α、β共通の拮抗薬：ラベタロール、カルベジロール
- α拮抗薬：プラゾシン、フェントラミン、ドキサゾシン、フェノキシベンザミン、ヨヒンビン
- β拮抗薬：プロプラノロール、メトプロロール、ブトキサミン

## 関連人物
- レイモンド・アールキスト
アドレナリン受容体のαとβの2種類の存在を証明した。
- 村松郁延
アドレナリン受容体のα1L表現型を発見した。
アドレナリン受容体のα1A遺伝子から、α1A表現型とα1L表現型の双方が発現することを発見した。